# 鹿潔身
鹿潔身（1956年8月—），臺灣交通界人士，曾任臺灣鐵路管理局局長。

## 生平
鹿潔身是成大交通管理科學系畢業，當年參加成大與台鐵的建教合作計畫。民國69年，鹿潔身正式進入台鐵，長年在運務部門工作，從列車長做起，擔任過副站長、臺北運務段段長、運務處副處長，對運務工作相當熟悉。
2012年，鹿潔身升任為台鐵局副局長。
2016年9月，台鐵局局長周永暉轉任觀光局局長，鹿潔身代理台鐵局長。10月，鹿潔身真除為台鐵局長。
2018年10月21日，台鐵局長鹿潔身因普悠瑪列車出軌事故提出口頭請辭。10月25日，交通部部長吳宏謀以「事情暫告一段落」為由，同意鹿潔身請辭。11月9日，台鐵局辦理新、舊任局長交接，鹿潔身正式卸下台鐵局長一職同時退休並未轉任其他職務。2020年3月10日，鹿潔身在此事件的過失被監察院彈劾；6月17日，移交公務員懲戒委員會後被判降1級改敘。

## 軼聞
鹿潔身與後任局長張政源、前任局長范植谷為成大交管系同一屆、而且是同班同學。

## 外部連結
| 官衔          | 官衔                                               | 官衔          |
| ------------- | -------------------------------------------------- | ------------- |
| 行政院        |                                                    |               |
| 前任： 周永暉 | 台鐵局局長 第二十一任 2016年10月5日－2018年11月8日 | 繼任： 張政源 |